# Раттан (Оклахома)
Раттан (англ. Rattan) — місто (англ. town) в США, в окрузі Пушматага штату Оклахома. Населення — 276 осіб (2020).

## Географія
Раттан розташований за координатами 34°11′46″ пн. ш. 95°24′16″ зх. д. / 34.19611° пн. ш. 95.40444° зх. д. (34.196040, -95.404544).  За даними Бюро перепису населення США в 2010 році місто мало площу 10,35 км², з яких 10,25 км² — суходіл та 0,10 км² — водойми.

## Демографія
Згідно з переписом 2010 року, у місті мешкало 310 осіб у 126 домогосподарствах у складі 82 родин. Густота населення становила 30 осіб/км².  Було 153 помешкання (15/км²).
Расовий склад населення:
| - 69,7 % — білих - 20,3 % — корінних американців - 1,9 % — чорних або афроамериканців - 4,5 % — осіб інших рас |

До двох чи більше рас належало 3,5 %. Частка іспаномовних становила 5,2 % від усіх жителів.
За віковим діапазоном населення розподілялося таким чином: 27,4 % — особи молодші 18 років, 56,5 % — особи у віці 18—64 років, 16,1 % — особи у віці 65 років та старші. Медіана віку мешканця становила 37,0 року. На 100 осіб жіночої статі у місті припадало 97,5 чоловіків;  на 100 жінок у віці від 18 років та старших — 94,0 чоловіків також старших 18 років.
Середній дохід на одне домашнє господарство  становив 43 685 доларів США (медіана — 32 188), а середній дохід на одну сім'ю — 53 133 долари (медіана — 47 500). Медіана доходів становила 40 781 долар для чоловіків та 29 167 доларів для жінок. За межею бідності перебувало 24,6 % осіб, у тому числі 42,1 % дітей у віці до 18 років та 23,0 % осіб у віці 65 років та старших.
Цивільне працевлаштоване населення становило 100 осіб. Основні галузі зайнятості: освіта, охорона здоров'я та соціальна допомога — 32,0 %, виробництво — 12,0 %, сільське господарство, лісництво, риболовля — 9,0 %, транспорт — 8,0 %.